# Claude Silberzahn

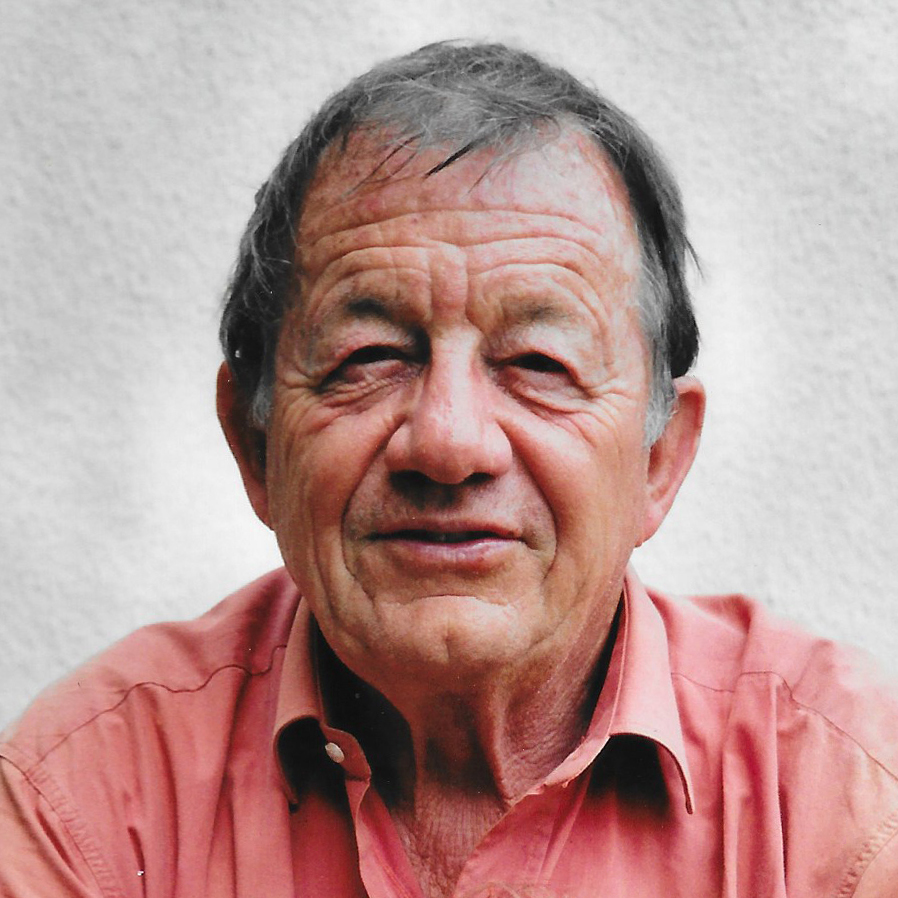
Claude Silberzahn, 2020

Claude Silberzahn (* 18. März 1935 in Mulhouse; † 18. April 2020 in Simorre) war von 1982 bis 1984 Präfekt von Französisch-Guayana und Berater von Laurent Fabius.

Vom 23. März 1989 bis zum 4. Juni 1993 war er Direktor der Direction Générale de la Sécurité Extérieure (DGSE). Er baute den DGSE nach Ende des Kalten Krieges um.
2011 kritisierte er in Libération die Organisation der französischen Geheimdienste angesichts der Tatsache, dass die französischen Geheimdienste die Umwälzungen in Tunesien und anderen arabischen Ländern nicht erkannt hätten.
Von 2001 bis 2014 war er Bürgermeister von Simorre.

## Schriften
- Claude Silberzahn, Jean Guisnel: Au cœur du secret. 1500 jours aux commandes de la DGSE (1989–1993), Fayard, Paris 1995